# Nabor Segundo Córdoba
Nabor Segundo Córdoba fue un militar argentino que participó de la lucha contra el indio y en la guerra de la Triple Alianza.

## Biografía
Nabor Segundo Córdoba nació en San Miguel de Tucumán en 1844, hijo de Nabor Córdoba Helguero, natural de Monteros y ligado al Partido Unitario en la provincia, y de Esther Luna y Liendo, hermana del político Octavio Luna, futuro gobernador de Tucumán.
Junto a su hermano Lucas Alejandro Córdoba, quien gobernaría la provincia de Tucumán en dos oportunidades, cursó sus estudios en el Colegio de Concepción del Uruguay pero en 1860 se incorporó al Regimiento N° 6 de Infantería de Línea.
Fue destinado a la frontera de la provincia de Buenos Aires con el indio, participando de la campaña contra los ranqueles en el sur de la provincia al mando del general Emilio Mitre.

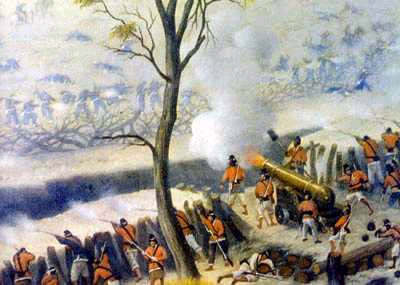
Batalla de Curupayty.

Al estallar la Guerra del Paraguay en 1865, Córdoba fue enviado al frente, combatiendo en las principales acciones del conflicto y alcanzando el grado de capitán. El 22 de septiembre de 1866 fue muerto en la batalla de Curupaytí, mientras encabezaba el asalto de su compañía contra las líneas enemigas. Según el testimonio de Julio Argentino Roca, Nabor Córdoba fue uno de los pocos oficiales que llegó a trepar íntegramente las trincheras paraguayas.
El 27 de septiembre el mismo Roca comunicó a su padre la muerte de su camarada en una misiva que comenzaba con las palabras:"Su querido hijo Nabor, que era para mí un hermano querido, ha caído al pie de su bandera, con la abnegación de los mártires que se sacrifican en el altar de la patria."